# Baila baila baila
«Baila baila baila» es una canción del cantante portorriqueño Ozuna. Se lanzó el 5 de enero de 2019 como el sencillo principal de su tercer álbum de estudio Nibiru. Más tarde se realizó un remix, primero en una versión MamWali con Ala Jaza y otra versión con Daddy Yankee, J Balvin, Farruko y Anuel AA, lanzada el 25 de abril de 2019. El sencillo se certificó con disco de platino en Estados Unidos, y cuatro discos de platino en España.

## Antecedentes y lanzamiento
La canción trata sobre una mujer que va a un club y baila con sus amigas para olvidar a un novio con el que rompió. Fue escrita por el cantante junto a Jairo Bascope y Vicente Saavedra, mientras que su producción fue llevada a cabo por Mambo Kings, DJ Luian, Jowny Boom Boom y Hidro.

## Versión remix
Se realizó un remix, primero en una versión MamWali con Ala Jaza y otra versión con Daddy Yankee, J Balvin, Farruko y Anuel AA, lanzada el 25 de abril de 2019.  Ozuna interpretó la canción en los Premios Billboard de la Música Latina 2019 el 25 de abril, acompañado por Daddy Yankee, J Balvin y Anuel AA.

## Vídeo musical
El video musical de «Baila baila baila» se estrenó el 5 de enero de 2019. El video musical estuvo bajo la dirección del venezolano Nuno Gomes. El material es protagonizado por el cantante junto a diversas bailarinas. A marzo de 2020, cuenta con 176 millones de reproducciones.

## Posicionamiento en listas

### Versión solo
| Listas (2019)                   | Mejor posición |
| ------------------------------- | -------------- |
| Alemania (Media Control Charts) | 92             |
| Bélgica (Ultratop) Flanders     | 30             |
| Bélgica (Ultratop) Wallonia     | 8              |
| Chile (Monitor Latino)          | 9              |
| Colombia (National-Report)      | 34             |
| Costa Rica (Monitor Latino)     | 10             |
| Ecuador (National-Report)       | 43             |
| España (PROMUSICAE)             | 2              |
| Francia (SNEP)                  | 19             |
| Honduras (Monitor Latino)       | 5              |
| Italia (FIMI)                   | 9              |
| Nicaragua (Monitor Latino)      | 14             |
| Panamá (Monitor Latino)         | 6              |
| Paraguay (Monitor Latino)       | 16             |
| Suiza (Schweizer Hitparade)     | 14             |

### Baila Baila Baila Remix
| Listas (2019)                      | Mejor posición |
| ---------------------------------- | -------------- |
| Estados Unidos (Billboard Hot 100) | 69             |
| Estados Unidos (Hot Latin Songs)   | 3              |

## Certificaciones
| País (organismo certificador) | Certificación   | Unidades certificadas |
| ----------------------------- | --------------- | --------------------- |
| España (PROMUSICAE)           | 4x Platino      | 160 000               |
| Estados Unidos (RIAA)         | Platino (latín) | 60 000                |